# Château fort
Ne doit pas être confondu avec Château.
Pour l’article homonyme, voir Château Fort.
 (septembre 2017).

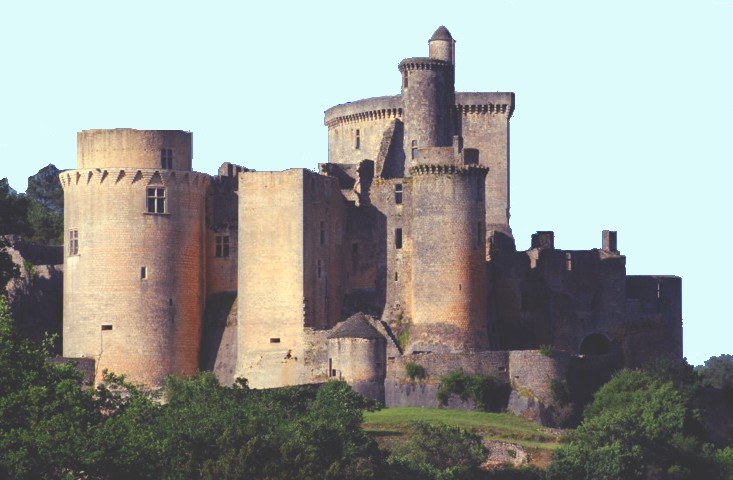
Le château de Bonaguil.

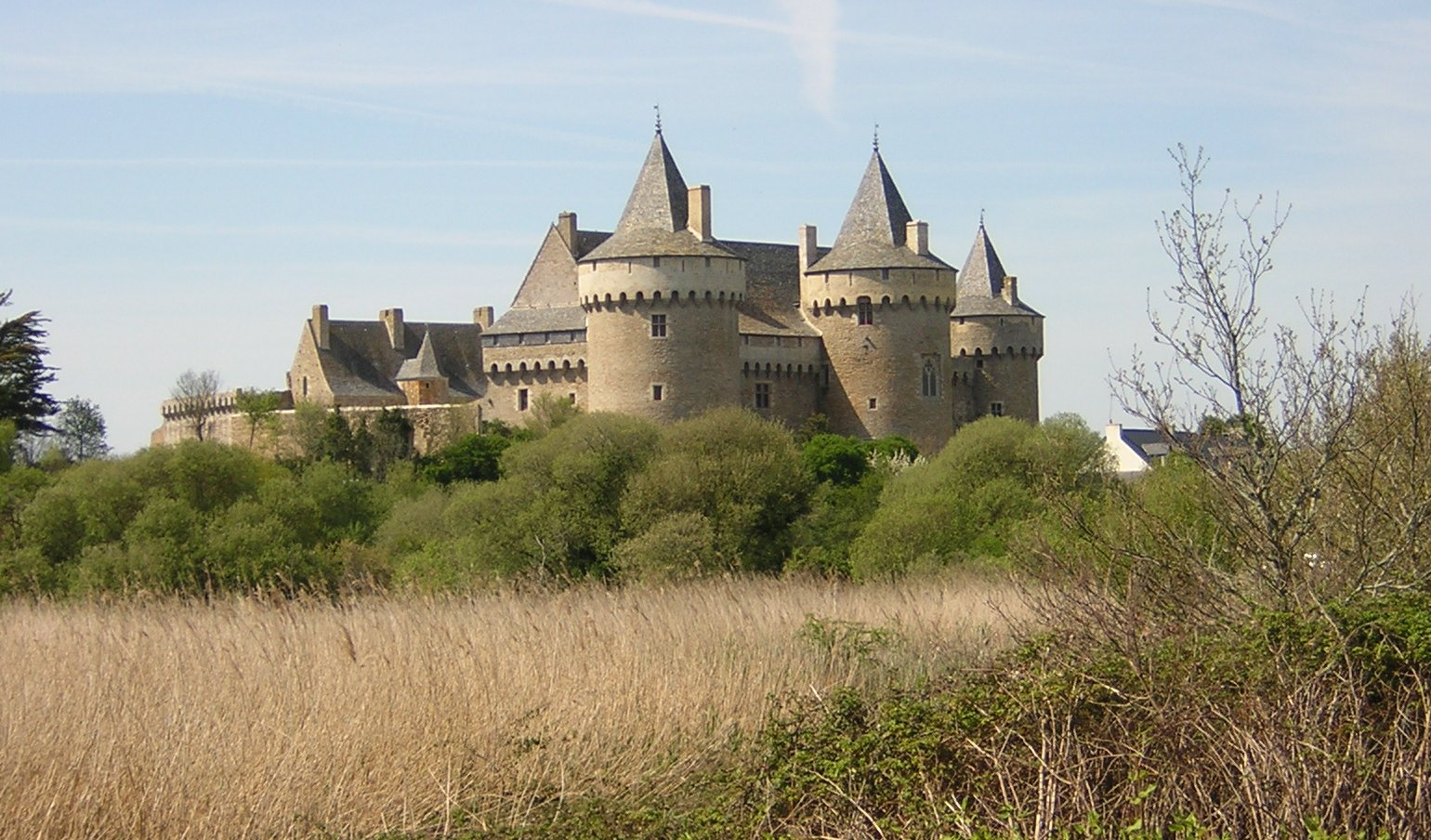
Le château de Suscinio.

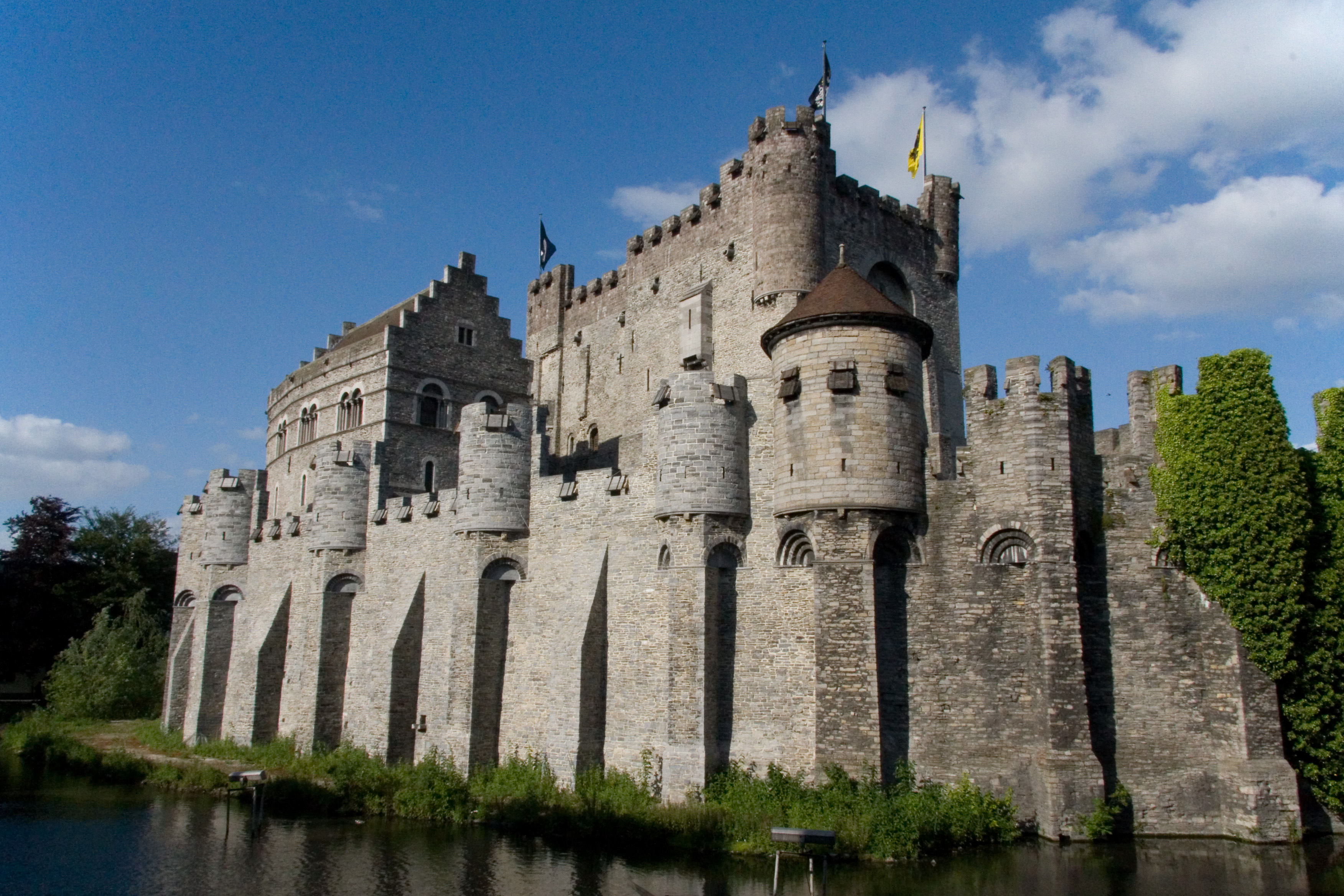
Le château des comtes de Flandre.

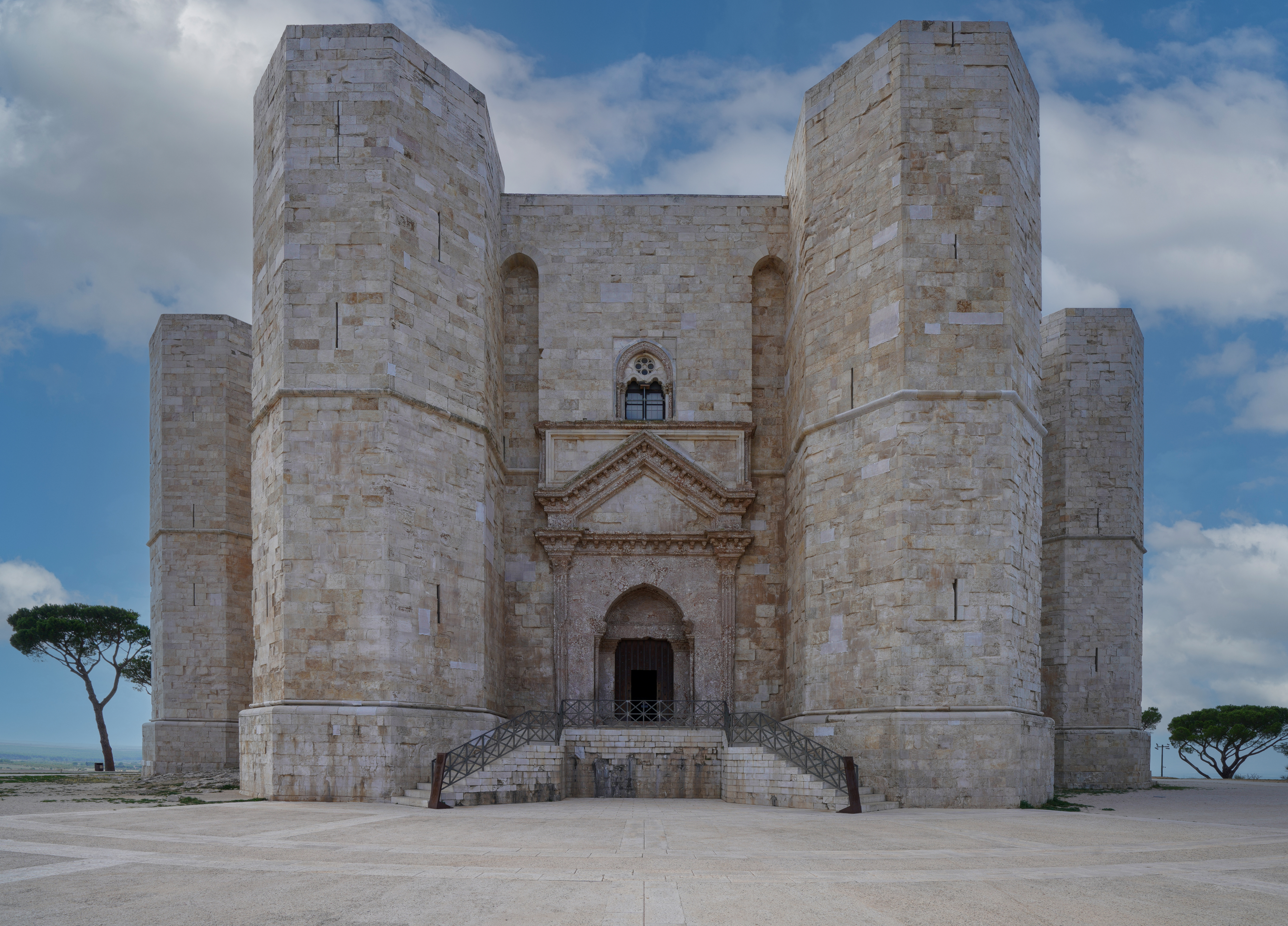
Castel del Monte.

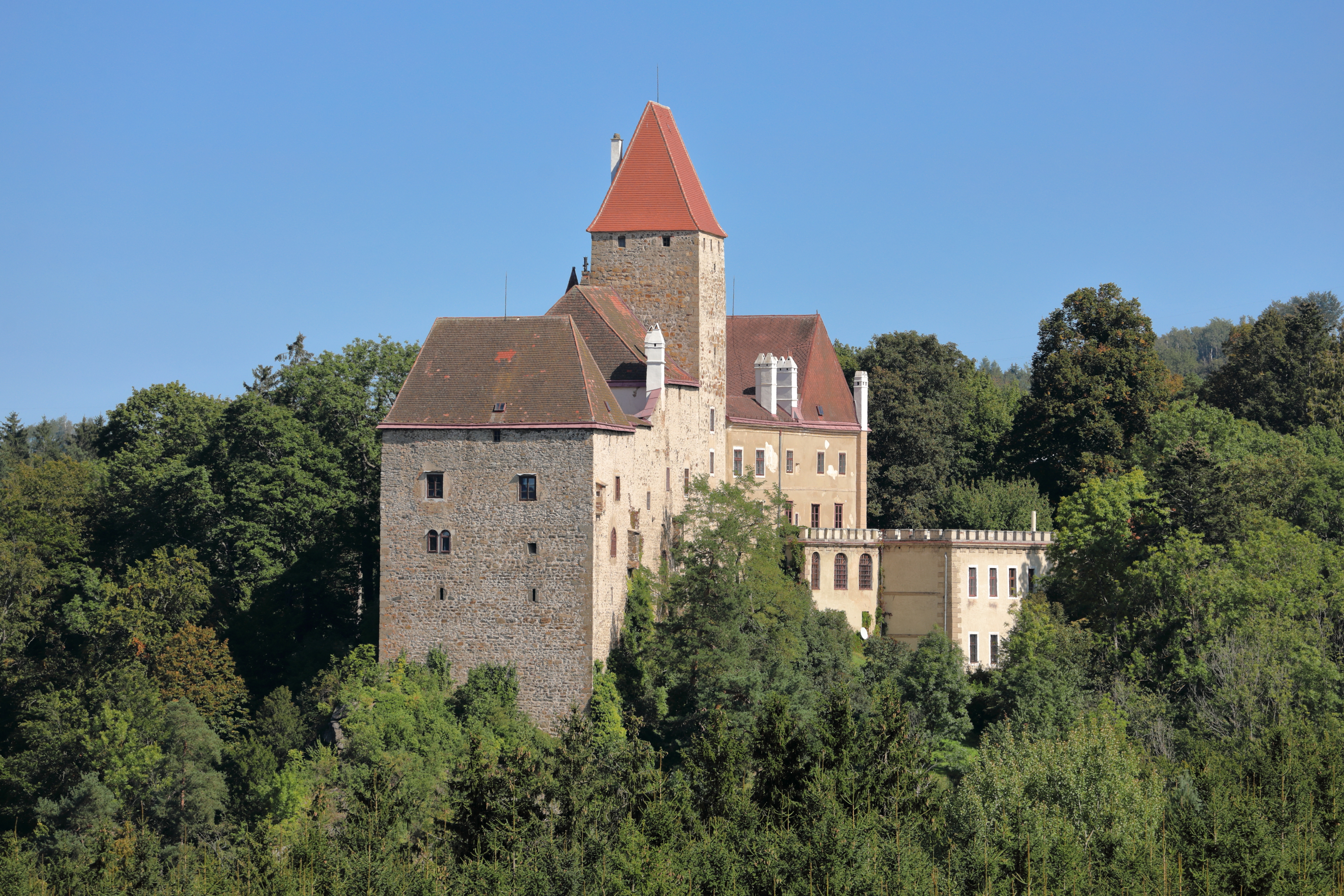
Le château de Rastenberg.

Un château fort est une structure fortifiée de la fin du Moyen Âge, remplaçant la motte castrale à partir de la renaissance du XIIe siècle et habitée par la noblesse. Les châteaux forts, emblématiques de la société féodale tardive, sont construits essentiellement en Europe, au Moyen-Orient et en Asie. Faits de pierre et non plus de terre et de bois, ils se caractérisent en effet par leur double fonction : défensive et administrative. Le mot château procède du latin castellum, par l'intermédiaire de l'ancien français chastel (d'où le terme de castellologie, l'étude des châteaux).
Les chercheurs actuels débattent sur ce que recouvre le terme de château fort, mais le considèrent généralement comme « le lieu de résidence fortifié d'un détenteur du droit de ban, à l'origine d'une circonscription territoriale, mandement, châtellenie ou bourg », c'est-à-dire la résidence fortifiée privée d'un noble ou d'un seigneur. Cette définition le distingue ainsi d'un palais qui n'était pas fortifié, d'une fortification qui n'était pas la résidence d'un noble ou d'une ville fortifiée ou d'une citadelle qui étaient une défense publique. Néanmoins, il y a beaucoup de similitudes entre ces différents types de constructions. L'usage du terme a varié au cours du temps et a été appliqué à tort à des structures aussi diverses que des maisons fortes ou des castros.
Le château fort dérive des premières places fortes, partiellement voire intégralement en pierre, apparues en Europe, au IXe siècle, après la chute de l'Empire carolingien dont le territoire a été divisé entre seigneurs et princes. Ces structures prennent réellement l'organisation caractéristique du château fort (double fonction : défensive et administrative) à partir du XIIe siècle lorsqu'elles deviennent également des lieux de résidence de la noblesse (généralisation des donjons). Les nobles construisirent alors ce type de châteaux pour contrôler, par la défense passive — mais aussi active — la zone les entourant, mais s'en servirent aussi comme centres de leur administration et symboles de leur puissance (rôle ostentatoire), leur pouvoir politique (siège de la seigneurie châtelaine) et économique : les châteaux urbains servaient notamment à contrôler les voies de communication et la population locale qui venait se fixer dans sa région. Les châteaux ruraux ou villageois étaient situés souvent près d'éléments importants pour le village tels que moulins, fours, pressoirs, étangs ou terres fertiles. 
Bien que la poudre à canon ait été introduite en Europe au XIVe siècle, elle n'a affecté significativement la construction du château fort qu'au XVe siècle lorsque l'artillerie est devenue suffisamment puissante pour détruire les murs en pierre. Ils ont continué à être construits jusqu'au XVIe siècle, mais les nouvelles techniques pour faire face aux tirs de canon ont rendu ces places trop inconfortables à vivre. Ainsi, les châteaux forts ont progressivement disparu, remplacés par les forts d'artillerie sans aucun rôle dans l'administration civile et les maisons paysannes qui étaient indéfendables. À partir du XVIIIe siècle, le style néogothique connaît un regain d'intérêt pour la construction de faux châteaux forts, mais ils n'ont plus aucun rôle défensif.

## Description
Il se définit plus par un critère social (la résidence, permanente ou temporaire, de la famille châtelaine ou d'un noble) que par une description architecturale. Il est fortifié de manière à pouvoir résister aussi bien à une attaque directe qu'à un siège et se distingue de la maison forte ou ferté en ancien français (firmitas des hobereaux) par ses dimensions et ses ouvrages défensifs plus importants. Le château est l’instrument et le symbole du pouvoir local : il permet d’asseoir l’autorité d’un sire sur une population. Dans cette acception, les premiers châteaux apparaissent à la fin de l'époque carolingienne. Les castellologues ont longtemps privilégié l'étude de la fonction défensive du château fort dont les éléments défensifs sont souvent les mieux conservés, mais depuis la fin du XXe siècle, l'exploitation des archives a permis de mettre l'accent sur une fonction assez peu étudiée, la fonction résidentielle.

## Histoire

### Origines

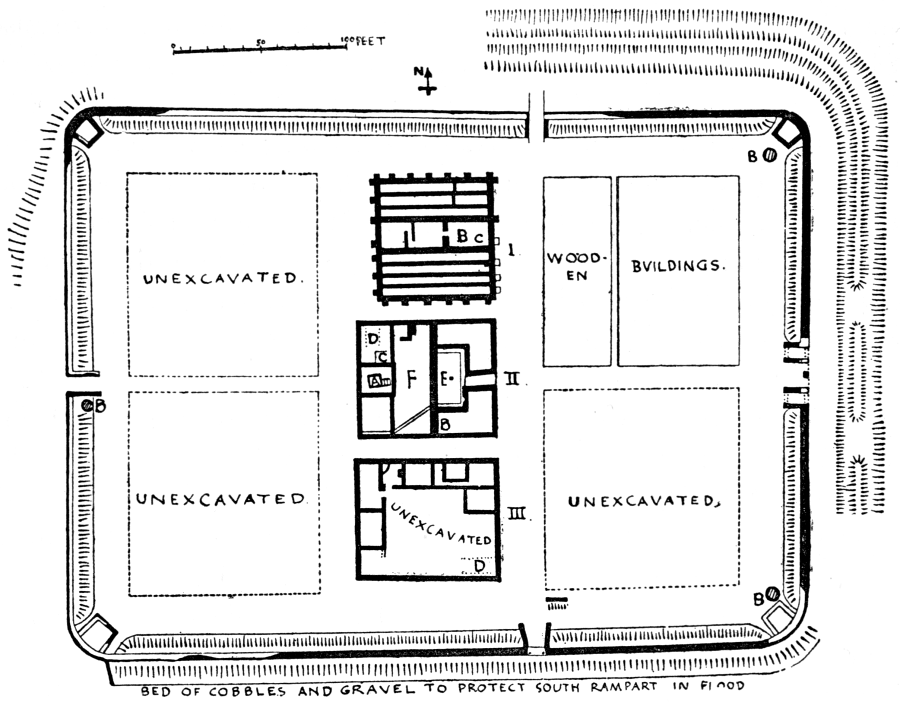
Castrum romain à Ambleside.

Les châteaux forts ont été créés afin de lutter contre les invasions. Ils sont perfectionnés au fur et à mesures des guerres innombrables. Ils ont pour but d'abriter et de protéger un seigneur et son entourage (sa famille, ses serfs, ses artisans, ses réserves et ses mercenaires). L'historien Charles Coulson considère que c'est l'accumulation des richesses et des ressources (comme la nourriture) qui a conduit à la nécessité de structures défensives. Les premières fortifications apparaissent dans le Croissant fertile, la vallée de l'Indus, en Égypte et en Chine, où les implantations étaient protégées par de grandes murailles. En Méditerranée, les forteresses mycéniennes et plus tard grecques en Sicile représentent les exemples les plus anciens d'Europe. L'Europe du Nord fut plus lente que l'Orient à développer des structures défensives et il faut attendre l'Âge du bronze pour y voir le développement de castros qui se multiplièrent pendant l'Âge du fer. Ces structures différaient de leurs homologues orientaux en privilégiant comme matériau de construction des travaux en terre (en) plutôt que la pierre. Certains terrassements en terre existent toujours, mis en évidence par des palissades et des fossés.
En Europe, les oppidums se sont développés au IIe siècle av. J.-C. : bien que primitifs, ils ont été efficaces jusqu'à l'utilisation intensive d'engins de siège et d'autres techniques de siège, comme à la bataille d'Alésia. Les fortifications romaines variaient depuis la construction temporaire des armées en campagne, aux ouvrages en pierre permanents, comme le mur d'Hadrien.

### Développement

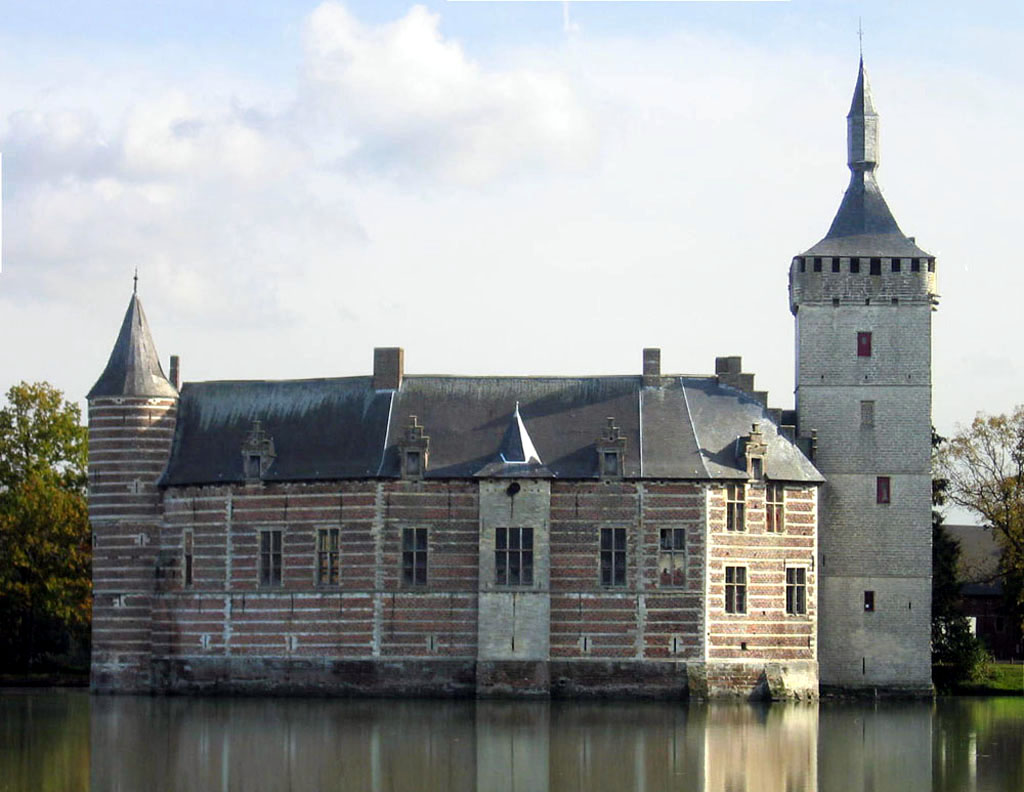
Le château de Horst.

La diffusion des châteaux forts vers l’an 1000 signale qu’ils sont liés à un type particulier de société, dite « féodale ». La disparition de l’État carolingien et la régionalisation des pouvoirs, le transfert de l’autorité régalienne vers des pouvoirs locaux (la féodalisation), provoquent l’insécurité liée à la rivalité des grands possédants et des petits chefs. En favorisant l’éclosion de nombreuses autorités régionales et locales, qui ont besoin d’hommes de main, de polices, cette régionalisation militarise la société et favorise l’érection de nombreux lieux fortifiés.
Du Xe siècle au début du XVIIe, l’Europe se hérisse ainsi de châteaux qui tous symbolisent un pouvoir sur les hommes et la terre. Plus le pouvoir territorial des principautés régionales est fort, moins il y a de châteaux, au contraire, plus il est faible, plus ils sont précoces et nombreux. Ainsi, dans les régions germaniques (à l’est d’une ligne Saône-Rhône) où l’empereur reste puissant jusqu’au XIIIe siècle, l’apparition des châteaux est plus tardive et la diffusion plus limitée (au moins jusque vers le deuxième quart du XIIe siècle).
Dans le Midi et l’ouest de la France où le pouvoir royal est absent et les autorités régionales des ducs et des comtes limitées, les châteaux sont beaucoup plus nombreux et apparaissent de façon nettement plus précoce (parfois dès la fin du IXe siècle, plus couramment dans la seconde moitié du Xe siècle). Le développement de la royauté capétienne les limite dès le XIIIe siècle. Si la disparition de l’État central et la régionalisation forcée de l’Europe, provoquée par les intérêts des chefs de guerre et des grands possédants, a fait naître le château (au Xe siècle dans l’ouest de la France, aux XIIe – XIIIe siècle dans l’Empire : Allemagne, est de la France, Italie), le développement des États modernes les fait disparaître au XVIIe siècle.

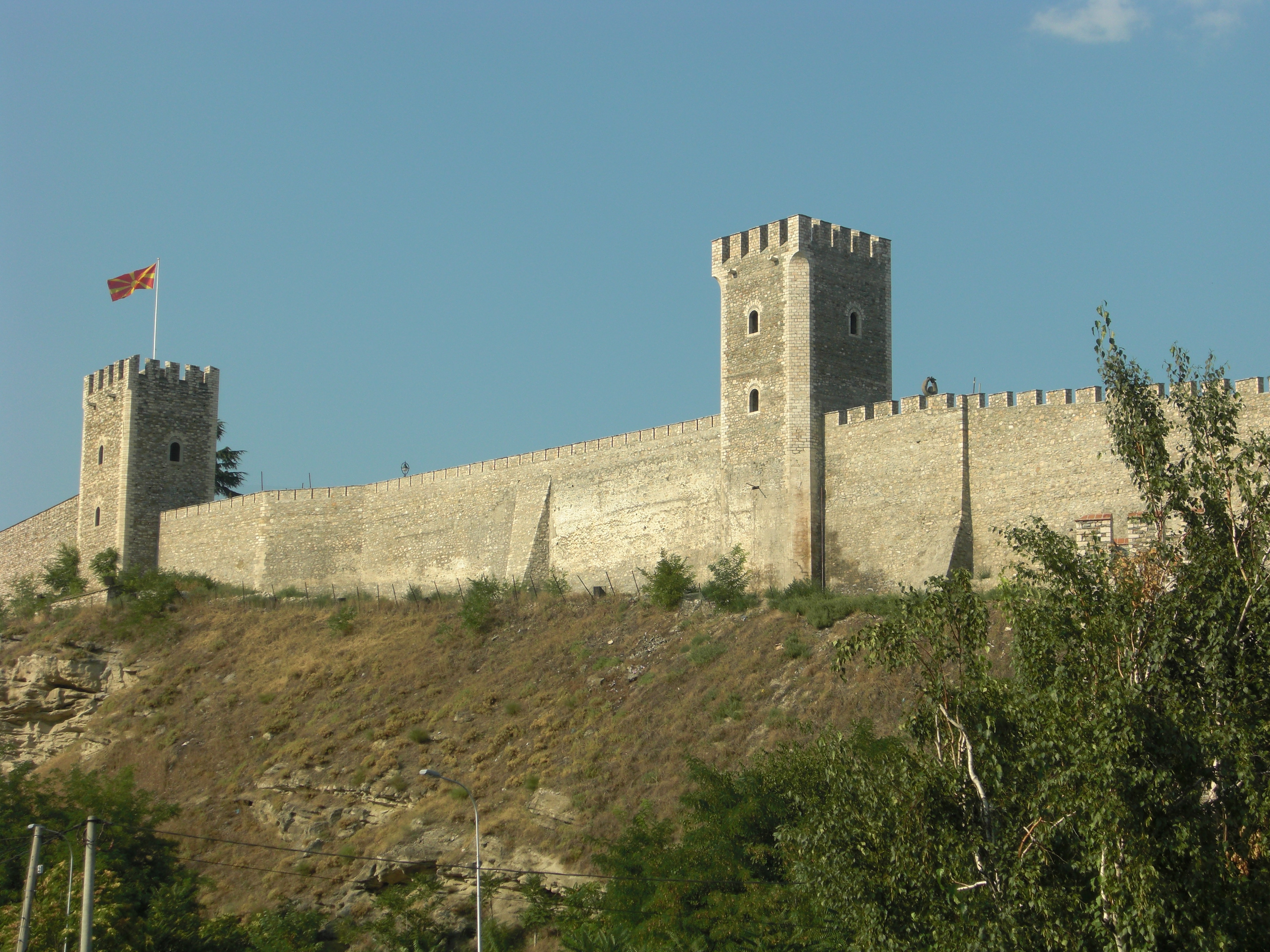
La forteresse de Skopje, en Macédoine du Nord.

Tous les possesseurs de château n’ont pas la même autorité seigneuriale. Les princes, comtes et grands dynastes, qui exercent une autorité territoriale, construisent de vastes châteaux pour loger les nombreux chevaliers et « ministériels » qui sont leur armée et leurs « fonctionnaires ». Les petits seigneurs doivent se contenter d’une maison forte, une tour ou un logis dans une petite enceinte. Ainsi définis, les critères paraissent simples. Mais les princes ont besoin, pour tenir leur pays, de nombreux postes militaires, parfois simples tours, qui sont défendues par peu d’hommes. Par ailleurs, des seigneurs de village, enrichis par la guerre et les fonctions (les services rendus), ont les moyens d’élever de prestigieuses constructions. Certains châteaux ont une enceinte spéciale servant de refuge à la population environnante.
À partir de l’époque de Philippe Auguste et de Richard Cœur de Lion (fin du XIIe, début du XIIIe siècle), la fortification est de plus en plus souvent l’affaire d’« ingénieurs ». Jusque-là, on cherchait des sites favorables et on comptait surtout sur l’épaisseur et la hauteur des murs. Le développement d’une architecture militaire offensive (lié à la diffusion des machines de guerre et aux dispositifs de flanquement) permet de s’établir dans n’importe quel site, n’est plus tributaire du relief, et a pour contrecoup la recherche d’une architecture à caractère davantage palatial. La synthèse entre château et fort devient plus difficile comme le montrent les châteaux de Saumur ou de La Ferté-Milon ou bien produit des édifices sévères comme à Tarascon. La grande majorité des châteaux forts ont été élevés par les seigneurs de village ; ce sont donc des maisons fortes qui ont des formes très variées (plus diverses que celles des grands châteaux), selon les époques et les régions, assez accessoirement tributaires de l’évolution de l’art militaire. La maison forte est aussi ancienne que le château, mais la plupart d’entre elles ont été reconstruites pendant ou après la guerre de Cent Ans.
Les ressources documentaires médiévales utilisent un vocabulaire divers et relativement flou pour désigner les châteaux : le castrum (au pluriel castra) se confond avec le castellum (castella) pour décrire un lieu fortifié.

## Origine des châteaux médiévaux en Occident

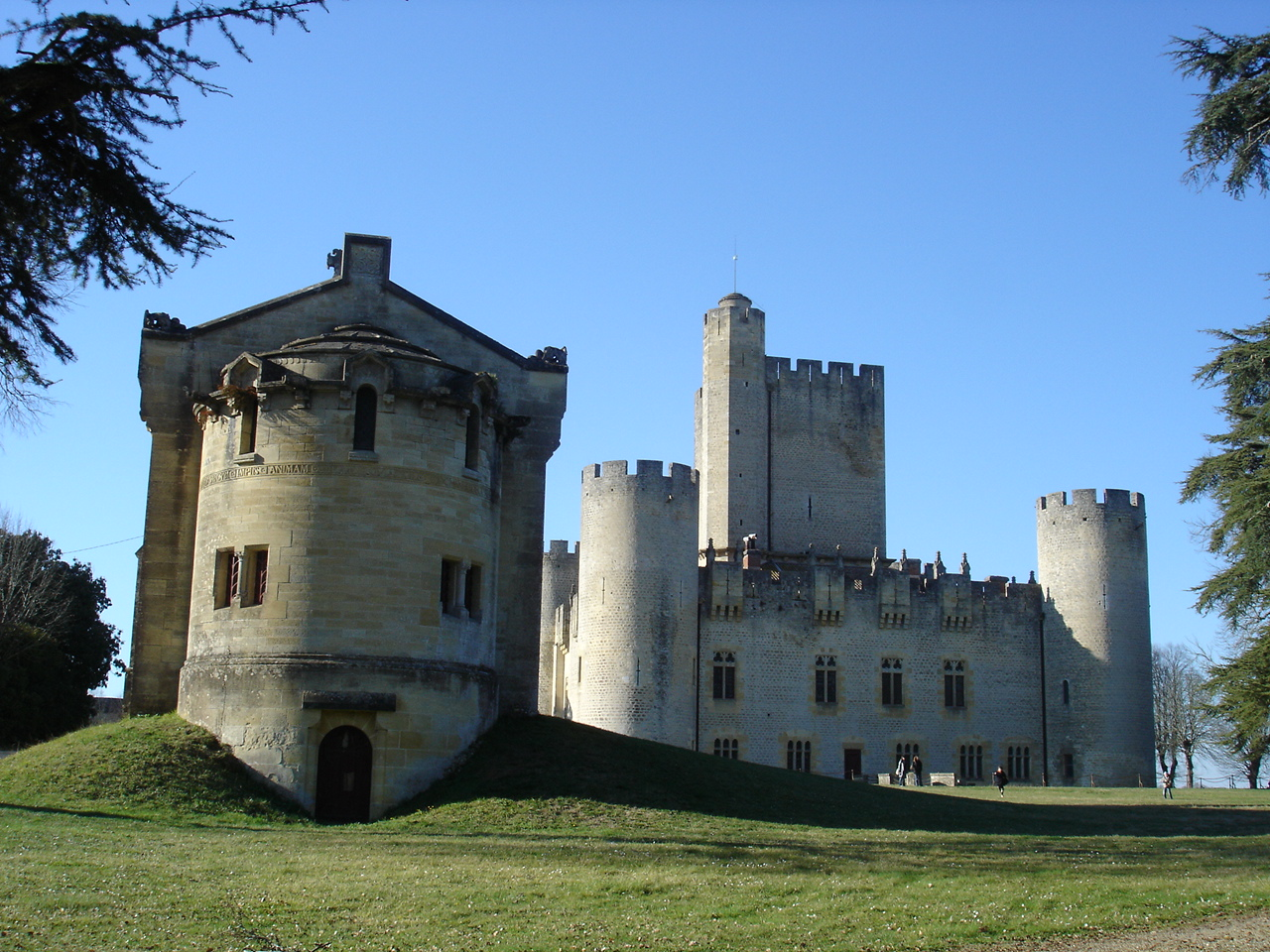
Le château de Roquetaillade.

Au IXe siècle, l'édit de Pîtres encourage la construction de forteresses pour faire face aux invasions des Vikings qui menacent la France occidentale. La multiplication des châteaux répond à un contexte d’insécurité : raids vikings et sarrasins, puis violences de petits seigneurs brigands, menacent les paysans et leurs récoltes. Ces châteaux sont d'abord sous l'autorité des comtes et des ducs, qui sont les délégués du roi dans les « régions » (pagi). Ces représentants se constituent des principautés autonomes et confient leurs forteresses à des délégués (vicomtes, viguiers, centeniers, officiers châtelains). Aux XIe et XIIe siècles, ces derniers usurpent les prérogatives publiques (rendre la justice, lever une armée, collecter les impôts). Les partages successoraux accentuent l'émiettement du pouvoir. Ils font construire, de manière illégale, des châteaux : à la fin du XIIe siècle, on en comptait environ 150 en Provence, 130 en Catalogne, 110 en Picardie.
Cependant, l’effacement de l’autorité publique, incarnée par le roi ou le comte, s’est faite selon des rythmes et des intensités différents :
- dans certaines régions (centre de la France, Bourgogne, Lorraine, Provence, Languedoc…), l’effacement de l’autorité publique a été précoce et profond. Dès la seconde moitié du Xe siècle[5], les viguiers et les alleutiers s’emparent du ban ou le reçoivent. L’apogée de la seigneurie châtelaine se situe entre 1030 et 1080. L'historien médiéviste Georges Duby a particulièrement étudié le Mâconnais ;
- d’autres régions sont mieux tenues par les princes ou les rois (Normandie, Flandre…). Les châteaux restent contrôlés par eux ou leurs familiers, sauf pendant les crises. Ainsi, le comte de Flandre interdit dès la fin du Xe siècle la construction de forteresses sans son autorisation[6]. Le cas normand est plus complexe : le duc confie les vicomtés à des agents fidèles. Les vicomtes normands s’occupaient de la justice, des impôts et de l’armée ; ils séjournaient souvent à la cour ducale et rendaient des comptes au prince. Mais à la faveur des crises de succession (mort de Guillaume le Conquérant en 1087), les seigneurs et les vicomtes en profitent pour devenir autonomes. Les guerres privées sont alors courantes. En 1107, Henri Ier doit réaffirmer l’interdiction d’édifier des tours fortes sans son accord[7].

## Évolution des forteresses en Occident (Xe–XVIIesiècles)

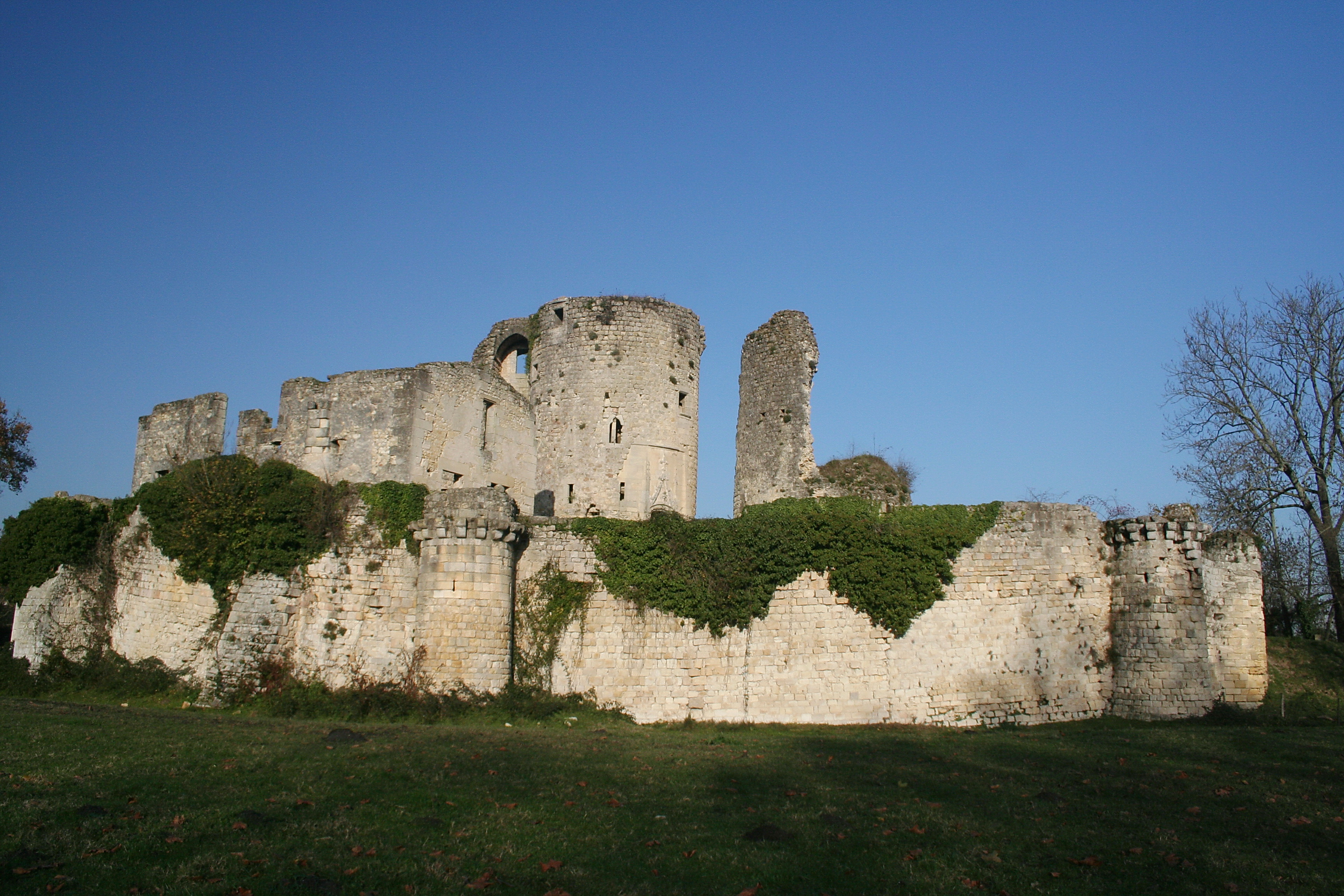
Château de Blanquefort en Gironde.

La physionomie des châteaux forts a changé au cours du Moyen Âge parallèlement à l'évolution des techniques militaires et de siège (poliorcétique). La structure et l'ampleur des châteaux forts dépendent également des régions et du pouvoir de son propriétaire.
On peut distinguer plusieurs étapes, dans l'ordre chronologique.

### Enceinte castrale (Xe–XIIesiècles)
L'enceinte castrale est, avec la motte castrale, le premier château fort de l'histoire. Il semble même, d'après les recherches archéologiques récentes en Normandie, qu'elle serait antérieure à la motte (avant 1066). La fortification occupe souvent un terrain plat sur un éperon ou un promontoire. Une tour-porche en protège sommairement l'entrée. L'enceinte, précédée de douves ou de fossés, est constituée d'une palissade plantée ou non sur un terrassement (la terre est celle retirée du fossé). De forme ovoïde, cette clôture protège quelques bâtiments et abrite une mesnie aristocratique, parfois une petite communauté paysanne (le terme de château est dans ce cas utilisé à tort).
Ce château fort primitif couvrit en fait toute l'Europe occidentale.
Le premier château de Caen, édifié pour le duc Guillaume le Conquérant, en constitue le plus bel exemple normand. L'enceinte enferme 5 ha et épouse un éperon. Avant la fondation du donjon au XIIe siècle, une grosse porte fortifiée formait son élément défensif le plus important. L'enceinte castrale se trouvait en fait un peu partout dans les campagnes normandes, mais dans des tailles beaucoup plus modestes qu'à Caen : Le Plessis-Grimoult (Calvados) fouillé par Elisabeth Zadora-Rio ; Mirville (Seine-Maritime) fouillé par Jacques Le Maho ; Pont-Saint-Pierre (Eure)… Ce type de fortification semble aussi avoir cohabité avec le type « motte castrale » et perduré jusqu'au XIIe siècle.

### Motte castrale (seconde moitié du et début du XIe siècle)

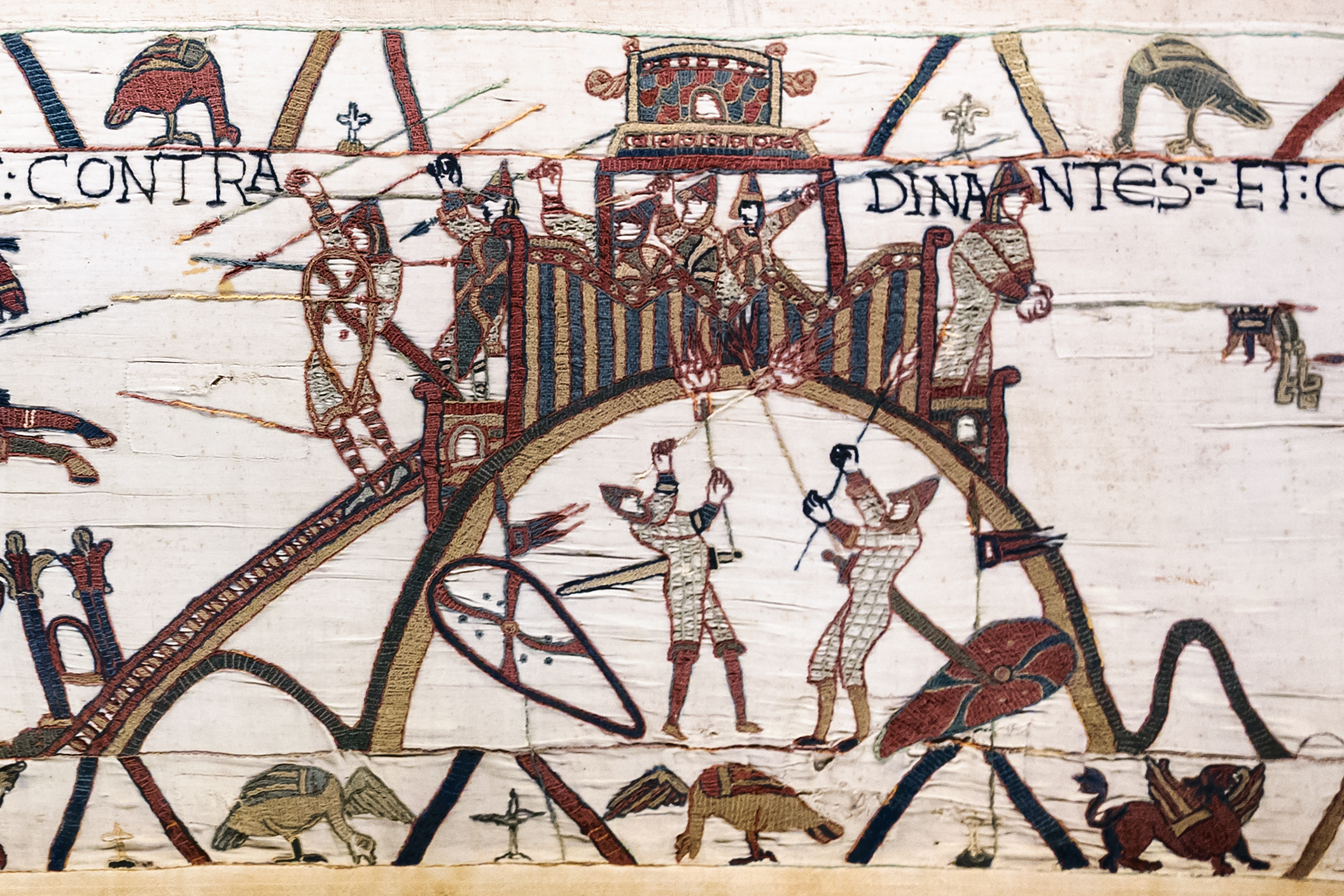
Les premières fortifications en bois : motte fortifiée de Dinan (Bretagne), d'après la tapisserie de Bayeux.

### Motte castrale (seconde moitié duXeet début duXIesiècle)

#### Présentation

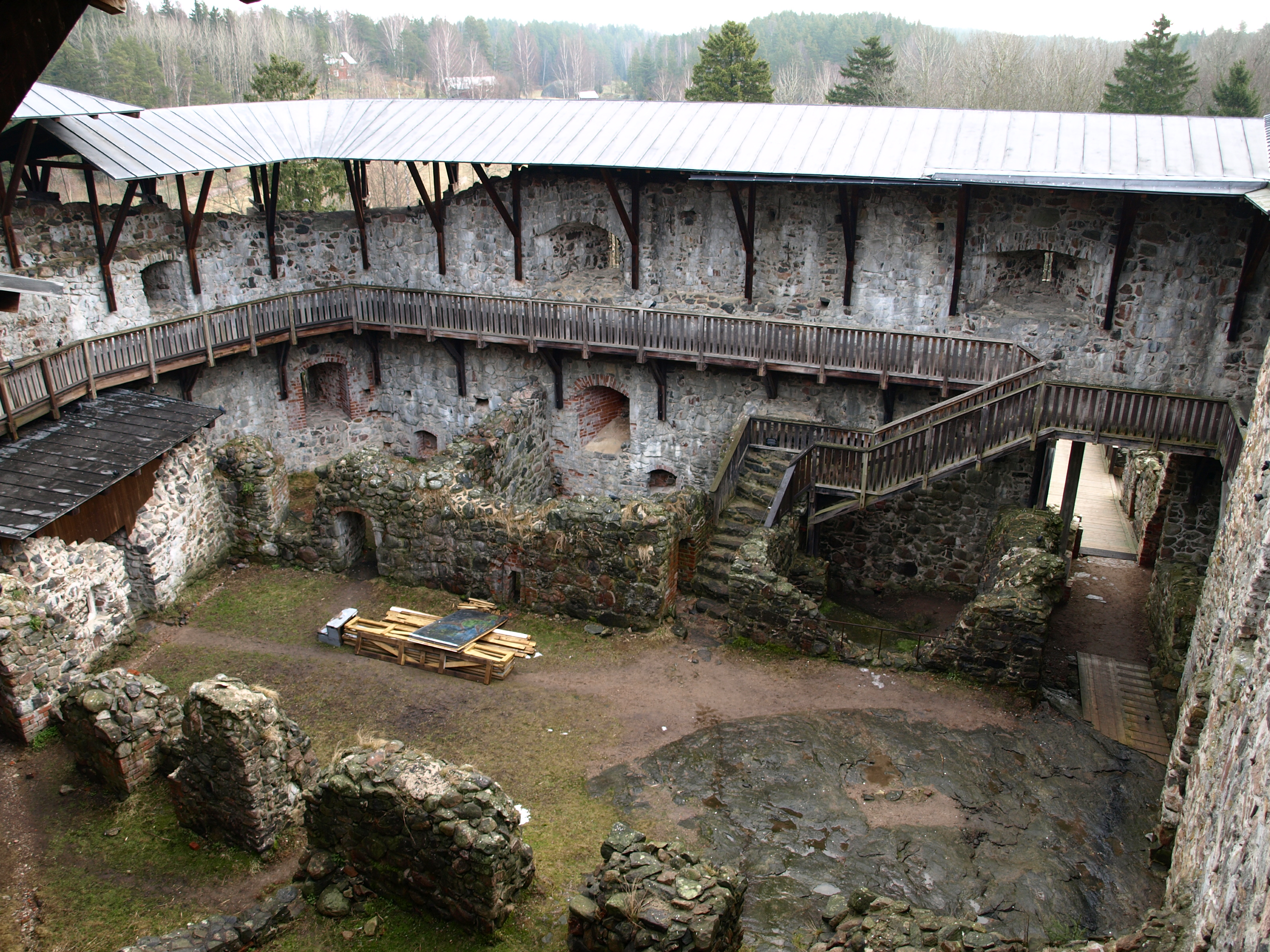
Une cour du château de Raseborg du XIVe siècle à Snappertuna.

La motte castrale est une butte artificielle sur laquelle est aménagée une tour entourée d’une palissade et d'un large fossé. Les spécialistes les appellent aussi « château à motte et basse-cour ».
Les premières mottes castrales sont aménagées à la fin de l’époque carolingienne entre Rhin, Escaut et Loire. Les mottes apparaissent plus tardivement dans le nord de l’Europe (XIIe siècle au Danemark) et à l’est de l’Elbe (XIIIe siècle). La plupart du temps, leurs sommets étaient occupés par un fortin de bois aménagé avec une tour de guet en charpente analogue à un donjon. Leur succès s'explique en partie à la facilité de leur réalisation : les matériaux de construction qu'elle nécessite, la terre et le bois, abondent et sont donc peu coûteux. Les travaux de terrassement, l'abattage et l'équarrissage du bois, ainsi que la mise en œuvre peuvent être l'affaire d'ouvriers non qualifiés, trouvés parmi les serfs corvéables « à merci ».
Certains sires érigeaient ces fortifications sans l'autorisation du prince : ce mouvement d'usurpation qui aboutira aux châtellenies du XIe siècle fut plus précoce dans le Sud de la France. Dans la seconde moitié du XIe siècle, le château à motte se multiplie et devient plus complexe en France. Il se diffuse en Allemagne et en Angleterre, après la conquête du duc Guillaume de Normandie. Elles se dotent alors d'une enceinte maçonnée au sommet de la motte.

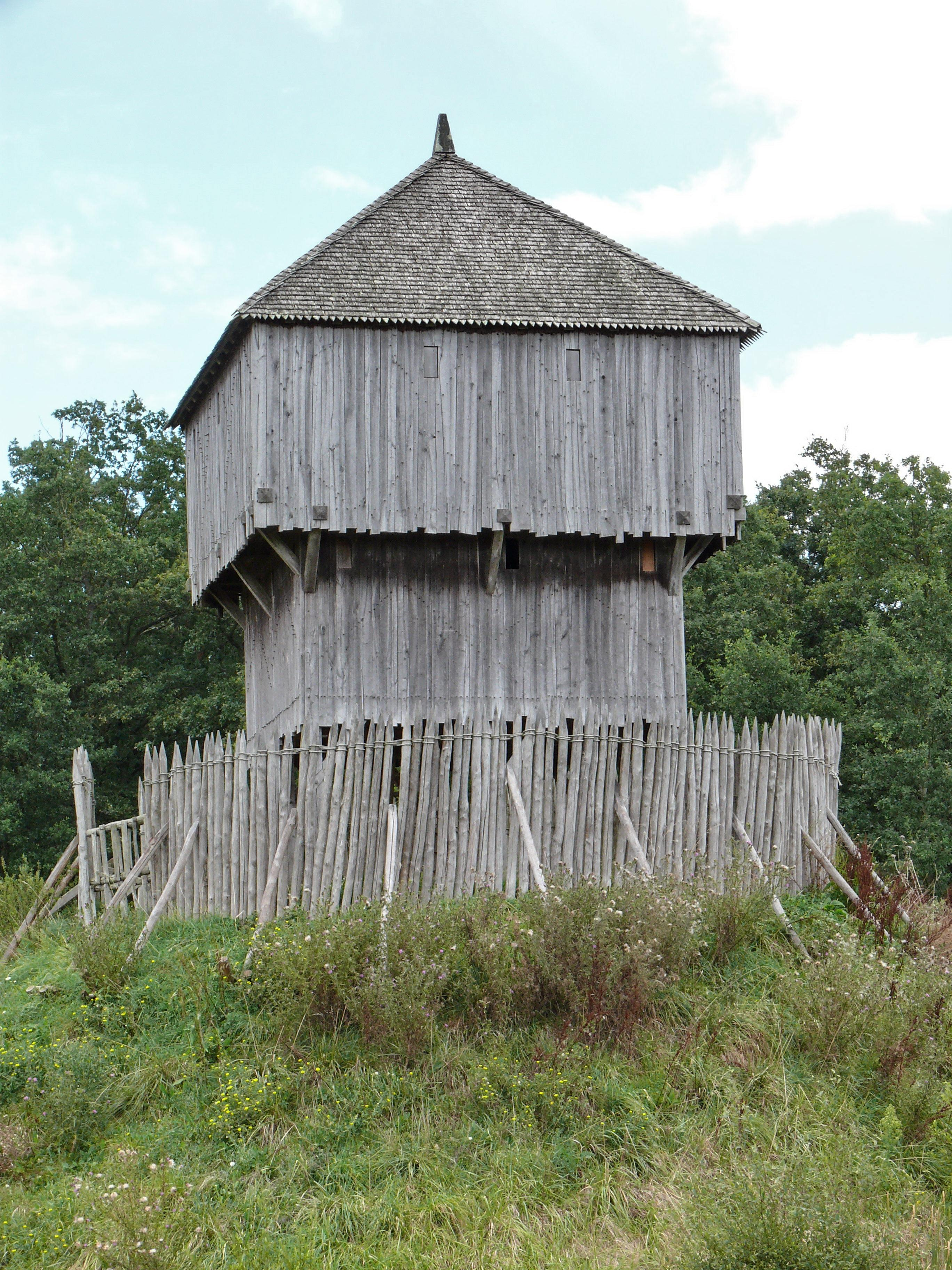
Château à motte de Saint-Sylvain-d'Anjou près d'Angers.

#### Description d'un château fort

##### Motte à proprement parler et haute-cour
Les dimensions des mottes varient de 50 à 200 mètres de diamètre et d'une hauteur de 10 à 60 mètres.
L’habitation du seigneur pouvait être au sommet de la motte (dans une tour) ou bien dans la basse-cour. La tour était encerclée par une palissade ou un muret. Dans les premiers temps, la tour était en bois et comportait un ou deux étages où l'on trouvait des réserves et la chambre du châtelain et de sa famille ; la construction était entourée d'une palissade aménagée sur une levée de terre et d'un fossé en haut. L'entrée pouvait se faire par pont amovible gardé par une porte et une tour en bois.

##### Basse-cour (fortification)
La motte castrale est incluse dans un ensemble fortifié plus vaste qui comprend une basse-cour, séparée par un fossé. Cet espace était suffisamment vaste pour accueillir la population réfugiée. Au pied de la butte, s'étendait une basse-cour avec des habitations, des écuries, des bâtiments agricoles et parfois le logis seigneurial.

#### Construction
Le seigneur exigeait de ses paysans qu’ils participent aux travaux, car ces derniers savaient construire leur maison : on commençait par tracer le plan au sol, puis on creusait un fossé dont les débris permettaient la formation d’un rempart de terre. Le monticule en lui-même était élevé par couches successives, par accumulation de matériaux apportés par chariots, bêtes de somme ou à dos d’homme, dans des hottes. Il n'était nul besoin d’une main-d’œuvre spécialisée pour élever ce genre de défense. Bâties en terre et en bois selon des plans variés, les mottes sont soumises aux intempéries (les palissades pourrissent) et aux incendies. Beaucoup d'entre elles ont disparu. La tapisserie de Bayeux est une source iconographique de première importance pour la connaissance des mottes castrales. Elle peut être complétée par les données archéologiques et la reconnaissance aérienne. Ces constructions de bois présentaient l'avantage de pouvoir être rapidement reconstruites, après un incendie par exemple. Elles servaient de refuge aux paysans des alentours, au temps des invasions scandinaves.

### Premières forteresses en pierre (XeetXIesiècles)
La fortification en pierre, souvent un donjon entouré de remparts, ne correspond pas à une étape de l'histoire des châteaux forts. Autrement dit, les châteaux en pierre n'ont pas succédé aux châteaux en terre et bois. Le choix du matériau dépendait des moyens du commanditaire, et du terrain : la roca ou « roque » apparaît dès le Xe siècle dans les régions montagneuses de l'Europe méridionale.
La fortification en pierre, encore rare au Xe siècle, correspond parfois à une construction romaine plus ou moins modifiée comme le castrum d'Andone, les remparts du Mans ou la cité de Carcassonne.
L'utilisation de la pierre pour de nouvelles constructions concerne avant tout les donjons. Les premiers grands donjons à base rectangulaire en pierre apparaissent dans la vallée de la Loire (Langeais, fin du Xe siècle). On attribue traditionnellement un rôle pionnier au comte d'Anjou, Foulques Nerra (987-1040). Cependant, avant le donjon de Foulques Nerra à Langeais (994,) il y a eu la forteresse des ducs d'Aquitaine à Maillezais, à l'emplacement de l'abbaye Saint-Pierre. Elle fut construite entre 970 et 980, partiellement ou entièrement en pierres. Il en reste une tour-porte qui fut conservée pour l'abbaye. Les donjons sont adoptés en Normandie puis en Angleterre et en Allemagne au cours du XIe siècle.
Celui de Loches, le plus abouti pour l'époque, mesure 37 mètres de haut. Des analyses dendrochronologiques permettent d'en dater l'achèvement entre 1015-1035, ce qui repousse un peu plus haut la chronologie longtemps admise pour ce genre d'édifice. Le donjon de Loches est un bon exemple du type des donjon-palais ou tour-résidences mise au point au XIe siècle. Il s'agit de réunir un seul édifice, par un étagement vertical, les trois unités fondamentales des résidences carolingiennes : aula (salle publique) capella (chapelle, oratoire) et camera (chambre, espace de la vie seigneuriale). De premières expériences peuvent être repérées dès le Xe siècle, comme à Doué-la-Fontaine, Langeais, Montbazon.
Dans le Saint-Empire romain germanique, en Italie et en France du Sud, de petites tours de trois ou quatre étages se dressaient seules et servaient de refuge ou de poste de guet. Elles n'étaient pas protégées par une muraille, car le site abrupt était la meilleure protection de ces roques : une superstructure en pierres sur une infrastructure rocheuse. On les construisait avec du mortier.
Les fouilles de Roqueprive en Rouergue ont permis de préciser l'image de la roque : loin de se réduire à une tour sur un piton rocheux, elle comprenait des bâtiments annexes et des remparts, même du côté le plus abrupt, ce qui démontre un savoir-faire architectural pour une fortification isolée n'ayant servi que quelques décennies.

### Âge d'or du château

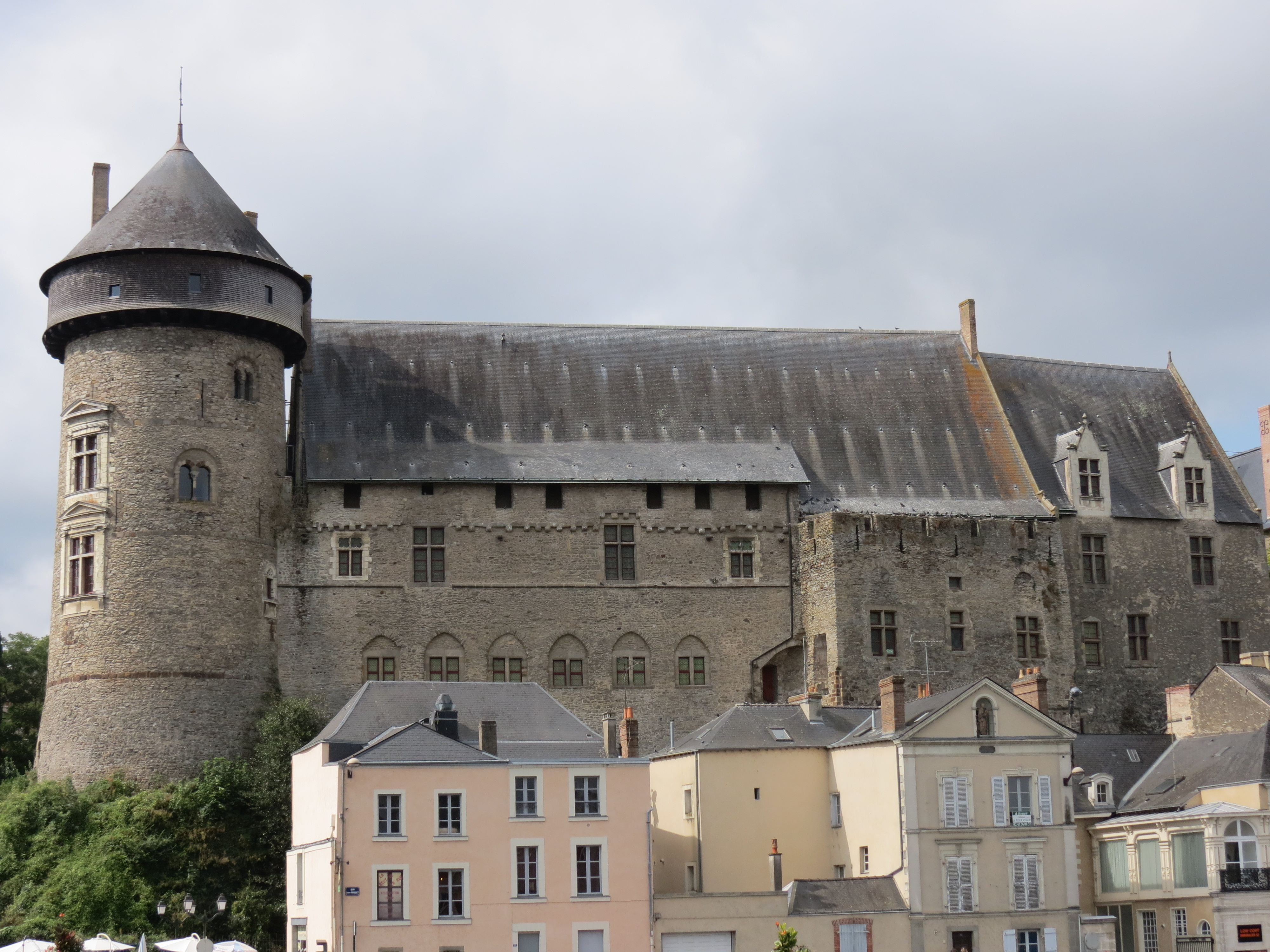
Le château de Laval, avec un donjon circulaire à hourd remplaçant un donjon carré plus bas visible à droite.

L'apogée du château fort proprement dit est le XIIe siècle. On le désigne parfois sous l'expression « château roman ». Cet apogée correspond à la Renaissance du XIIe siècle au cours de laquelle seigneurs et chevaliers lettrés redécouvrent les traités d'art militaire romain (exemple : Epitoma rei militaris de Végèce). À partir de 1150, les techniques castrales s’adaptent aux progrès de la poliorcétique. Philippe Auguste mena autour de 1200 une grande campagne de « mise en défense du royaume » qui contribua beaucoup à développer et à diffuser un modèle de fortification, dit le château philipien. Il réunit pour cela une équipe d'architectes-ingénieurs donc l'activité est encore mal connue.
- Les murailles deviennent plus hautes et plus épaisses — blocage entre 2 parements de 2 à 3 mètres d'épaisseur en moyenne — (Douvres vers 1180 : jusqu’à 7 mètres d’épaisseur pour le donjon[9]) pour résister aux tirs des armes de siège (trébuchets, puis mangonneaux). Au fur et à mesure de la construction, le plancher des échafaudages est monté dans des trous de boulin. Les fondations sont rendues plus résistantes en étant creusées plus en profondeur (elles peuvent atteindre le sous-sol rocheux). Les pans de mur droits peuvent devenir obliques par un élargissement en fruit à la base (voire en glacis ou en talus), ce qui évite la sape et fait ricocher sur l'assaillant des objets lancés des courtines. Les châteaux adoptent un plan plus « ramassé », plus « tassé » afin de réduire la surface à défendre.
- La courtine se dote de tours de flanquement à partir de 1160 ; elles sont d'abord rectangulaires, semi-circulaires et enfin circulaires. Elles sont de plus en plus nombreuses et rapprochées. Les tours circulaires résistent mieux aux mangonneaux et ne laissent aucun angle de tir mort. Elles nécessitent moins de pierres pour leur construction. Elles étaient souvent surmontées d'échauguettes ou coiffées de toits coniques. Le donjon voit par conséquent sa fonction de défense se réduire. Mais il demeure le symbole du pouvoir seigneurial. Il disparaît dans certains cas (Carcassonne). Les bâtiments de la basse-cour se regroupent contre la muraille.
- Le donjon circulaire, plus avantageux pour la défense que la tour carrée[18] (comme au Louvre ou au château de Rouen construits sous Philippe Auguste), devient la règle générale après 1150. Le seigneur et sa famille ont tendance à habiter dans un logis seigneurial plus confortable situé contre l'intérieur de l'enceinte.
- Les meurtrières apparaissent à la fin du XIIe siècle pour faciliter le tir à l'arbalète.
- Grâce à la fortune des princes, les constructeurs utilisent de plus en plus la pierre. Cependant, le bois est toujours utilisé pour les défenses annexes : barbacanes, lices, bretèches, hourds, etc. L'absence aujourd'hui de la plupart de ces ouvrages en bois (malgré quelques exemples de restitutions plausibles, la majorité a disparu en raison de l'écrêtement des murs, du remplacement par des mâchicoulis, de dégradation et de destruction) contribue à donner une image exclusivement minérale des châteaux de pierre[19].

### Aménagements duXIIIesiècle

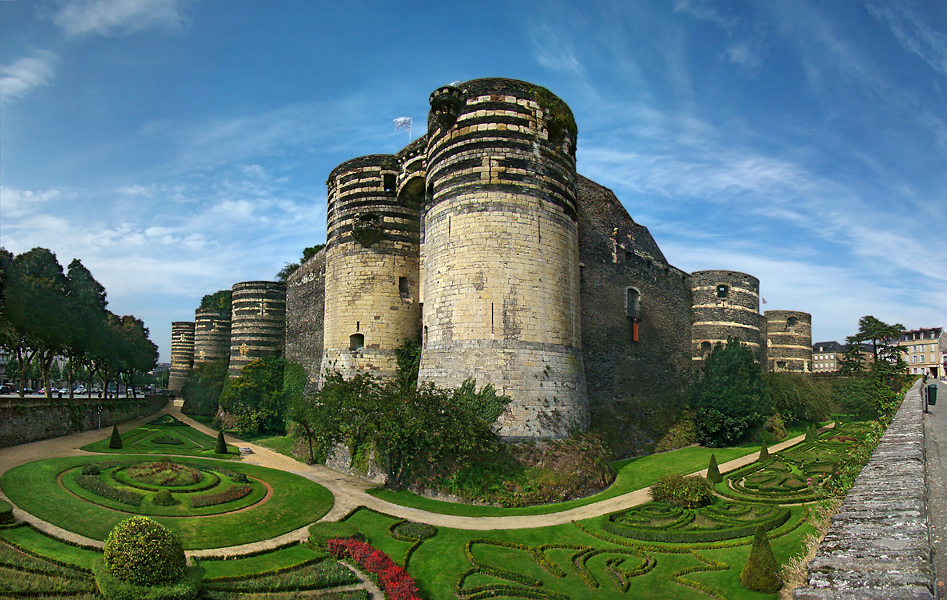
Le château d'Angers.

Enfin, le château fort se dote d'une double enceinte au XIIIe siècle : les deux remparts dégagent donc un espace intermédiaire appelé « lices ». Des tourelles sont construites pour ne pas laisser d'angles morts. Un chemin de ronde ainsi qu'un fossé plus large et plus profond sont aménagés.
Pour se défendre contre les projectiles incendiaires, les toits sont couverts de plomb, les planchers sont remplacés par des voûtes de pierre. Le plan du château plus resserré et géométrique (carré pour le Louvre). Les princes et les rois font entourer leurs villes d'enceintes : Rouen, Paris, Laon, Aigues-Mortes, Provins, Angers…
Un type architectural, dit le château « philippien », se met en place. Il consiste en un plan régulier, bordé de tours rondes, disposant d'un châtelet d'entrée et de systèmes défensifs au sommet de l'enceinte. Issu de l'Ile-de-France, il se développe et se diffuse à partir de la fin du XIIe siècle de manière rapide à toute l'Europe occidentale, devenant l'archétype du château fort.

### Fin des châteaux forts

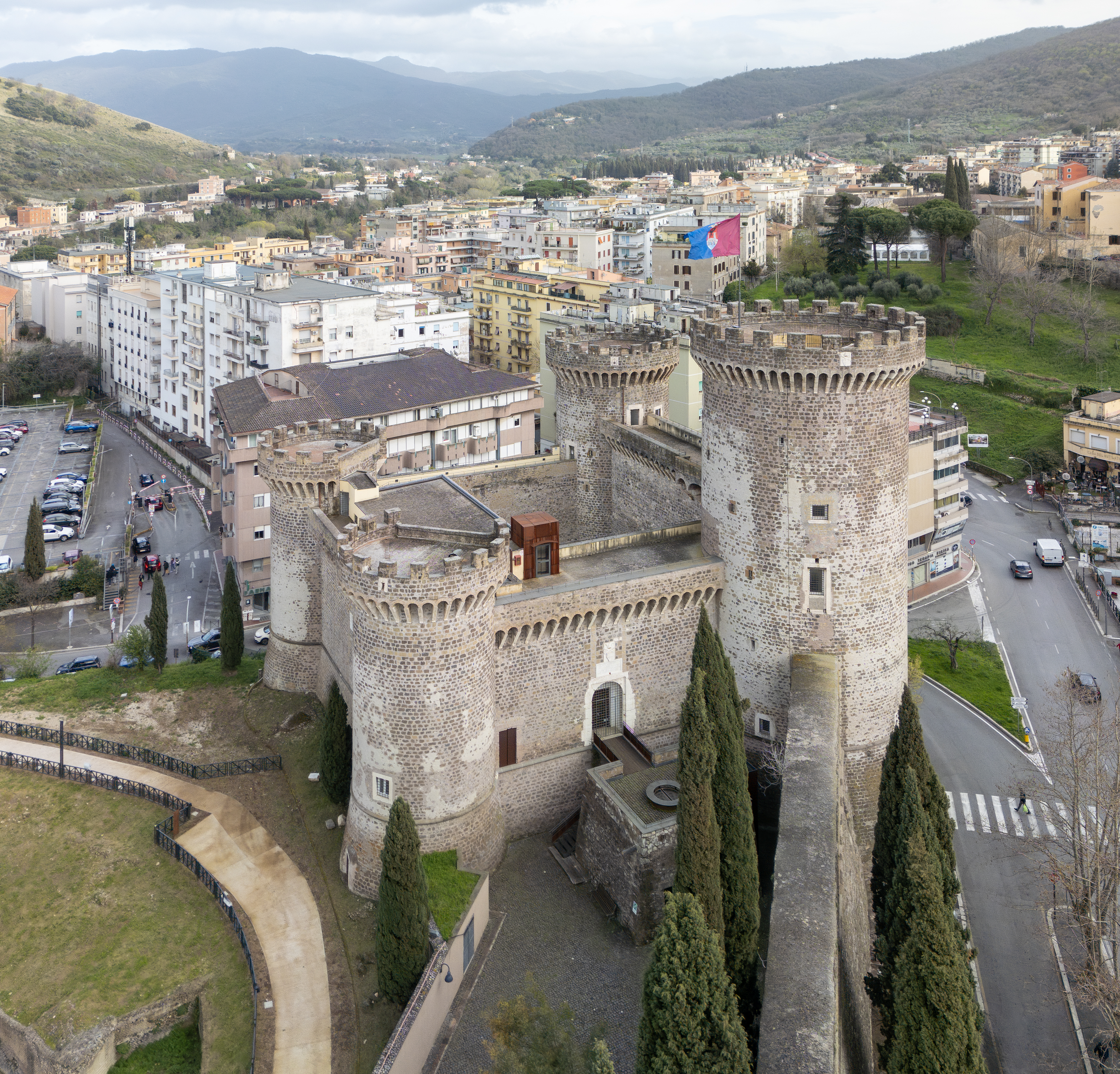
La Rocca Pia de Tivoli en Italie, forteresse construite sur ordre du pape Pie II de 1458 à 1461.

Certains spécialistes en castellologie comme Gérard Denizeau avancent que le XVe siècle signifie la fin des châteaux forts. En effet, les progrès de l'artillerie rendent désormais les murailles très vulnérables. À partir de 1418, se généralise l'utilisation de boulets en fer, beaucoup plus destructeurs que les boulets de pierre. Les canons de la fin de la guerre de Cent Ans permettent d'accélérer les sièges en ouvrant des brèches dans la muraille, plus efficacement que la sape ou le bélier. Cependant, la mort du château fort ne fut pas si brusque. Il a continué aux XVe et XVIe siècles à s'adapter à l'évolution de l'armement. À Salses, à la frontière franco-espagnole, l'ingénieur aragonais Ramirez a « enterré » le château pour mieux résister aux tirs rasants : ce système de « fortification rasante » (Pyrénées, Bretagne) marque la transition avec les bastions de l'époque moderne. Le rempart atteint 12 m d'épaisseur. Aux angles, quatre tours circulaires sont percées de canonnières. Car la meilleure façon de résister au canon, c'est d'en avoir soi-même. C'est ce qu'on appelle la défense active.

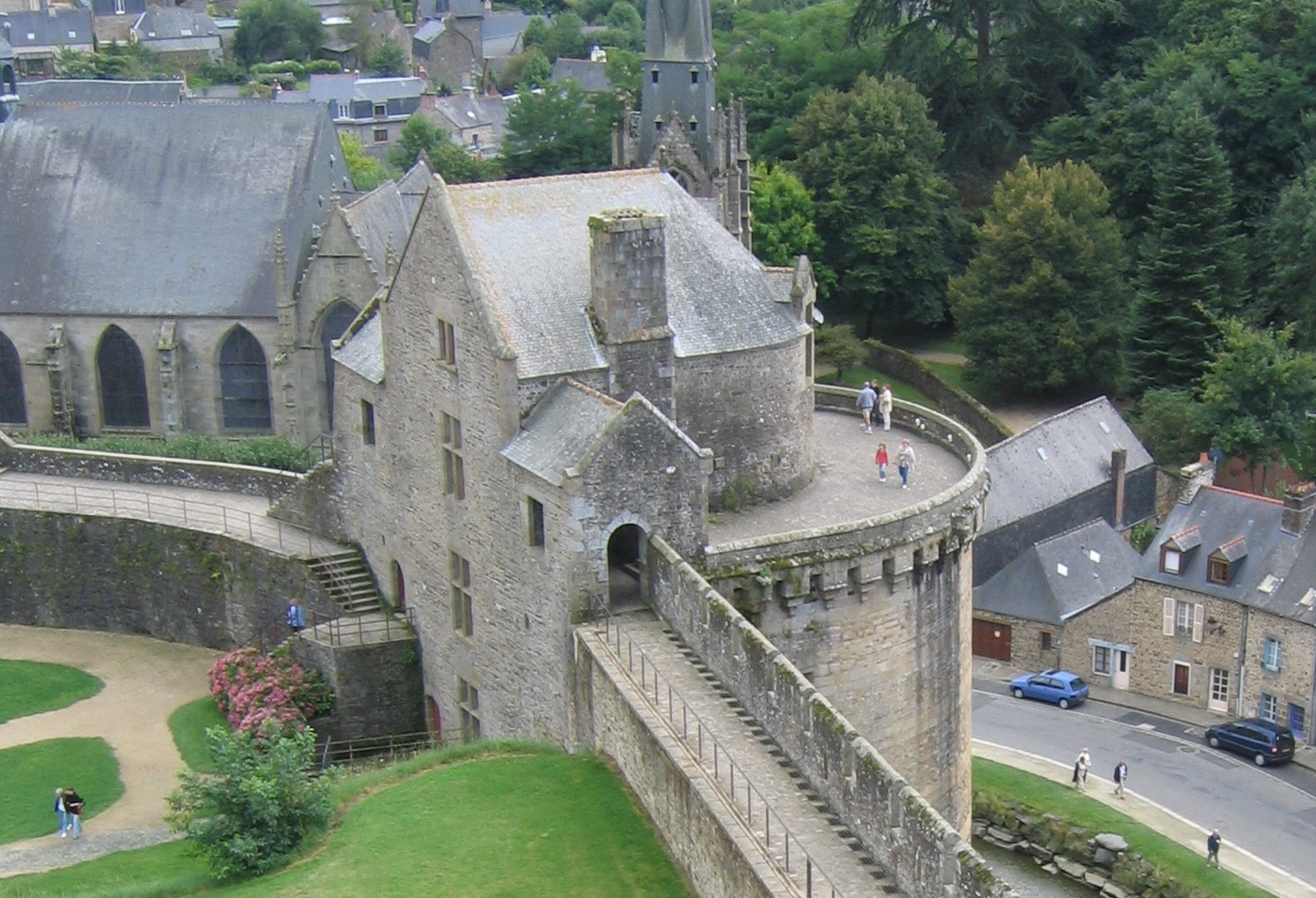
La tour Raoul du château de Fougères avec sa terrasse aménagée pour recevoir des pièces d'artillerie.

Plus généralement, les anciens châteaux sont améliorés pour faire face à l'artillerie. Le sommet des tours accueille par exemple des plates-formes sur lesquelles on installe les canons (Fougères). On construit des barbacanes en U ou en proue de navire devant les entrées (Bonaguil, Lassay). On élargit les fossés que l'on défend par un moineau (Loches). Ou encore, on multiplie les tours le long de la courtine. Mieux, on installe de fausses braies (Gisors, Domfront). Le château fort n'est donc pas fini, mais son apogée est bien terminé. Si, en France, il est encore utilisé pendant les guerres de Religion dans la seconde moitié du XVIe siècle, on n'en construit pas de nouveau. Henri IV confirme leur déclin en ordonnant la destruction ou le démantèlement de nombreuses forteresses pour éviter qu'elles servent de repaire aux ennemis de l'autorité royale (château de Rouen).

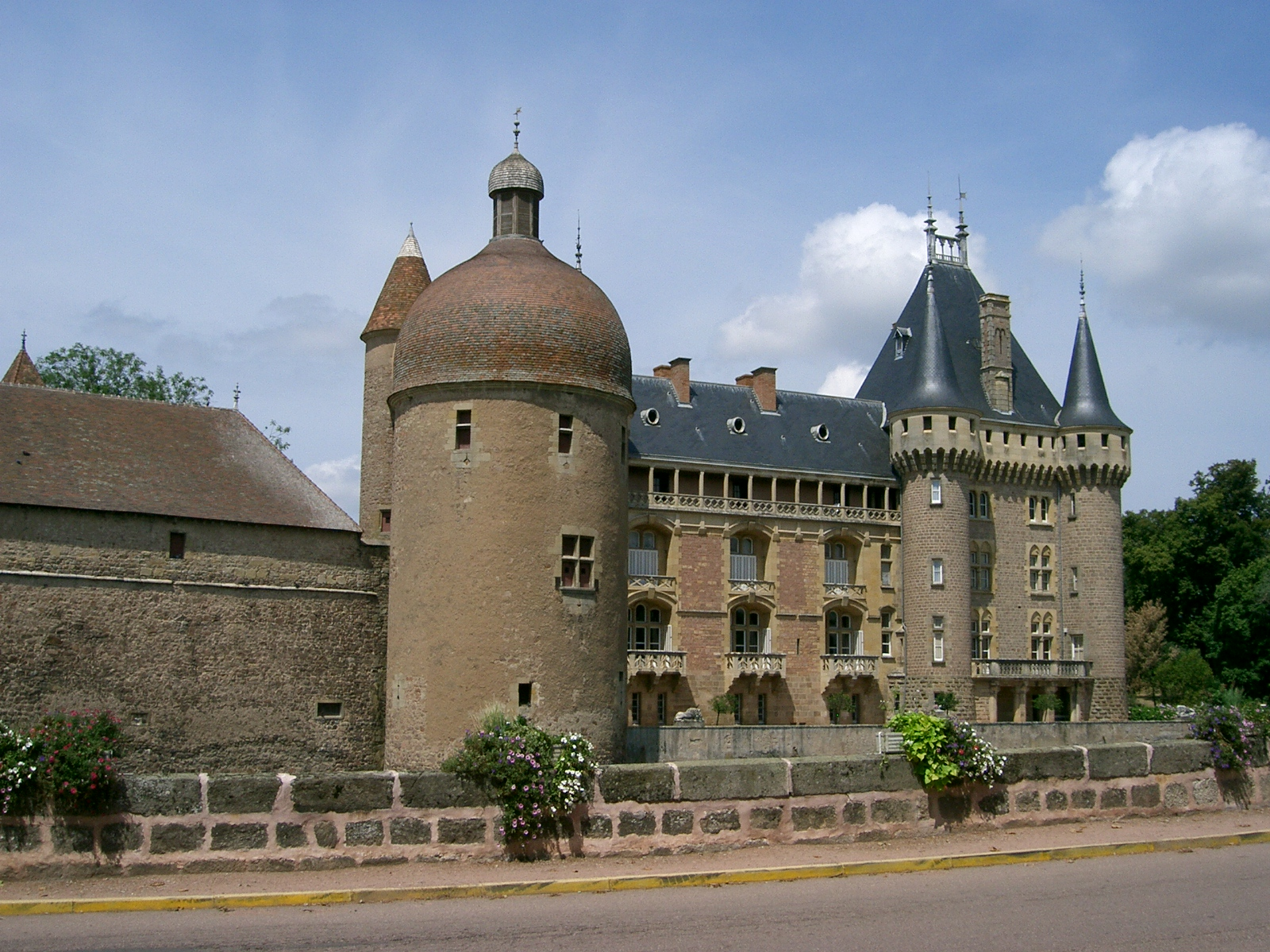
Le château de La Clayette en Bourgogne.

Il semble qu'au XVIIe siècle, la défense du territoire par un réseau castral soit révolue. Les villes, notamment les villes-citadelles comme Lille, Besançon ou Neuf-Brisach, sont préférées pour arrêter l'adversaire. Surtout, les souverains comptent davantage sur leur « muraille humaine », c'est-à-dire leur armée en bataille. Les châteaux forts deviennent obsolètes. Les propriétaires essaient alors d'améliorer leur fonction résidentielle. Les ponts-levis sont remplacés par des ponts fixes en pierre (ou pont dormant). Les bâtiments à l'intérieur de la cour sont percés de fenêtres à meneaux. Parfois, on construit un nouveau bâtiment au goût du jour comme à La Clayette où de nouveaux bâtiments furent ajoutés au donjon médiéval au XVIIIe siècle et une partie fut remaniée dans un style néo-Renaissance au XIXe siècle.
L'image des châteaux forts actuels peut être faussée. Souvent les bases talutées des tours et des courtines disparaissent très largement sous le remblai. L'histoire de leur restauration qui prend sa naissance au XIXe siècle est marquée par la création d'un état fictif qui « ne répond en fait qu'à une conception d'un passé factice au service d'une fonctionnalité circonstancielle ».

## Châteaux forts au Levant
Durant la période des Croisades, les forteresses construites sur les sommets rocheux prennent le nom de krak. Les citadelles arabes sont régulièrement réaménagées par les états latins d'Orient ou les ordres militaires.

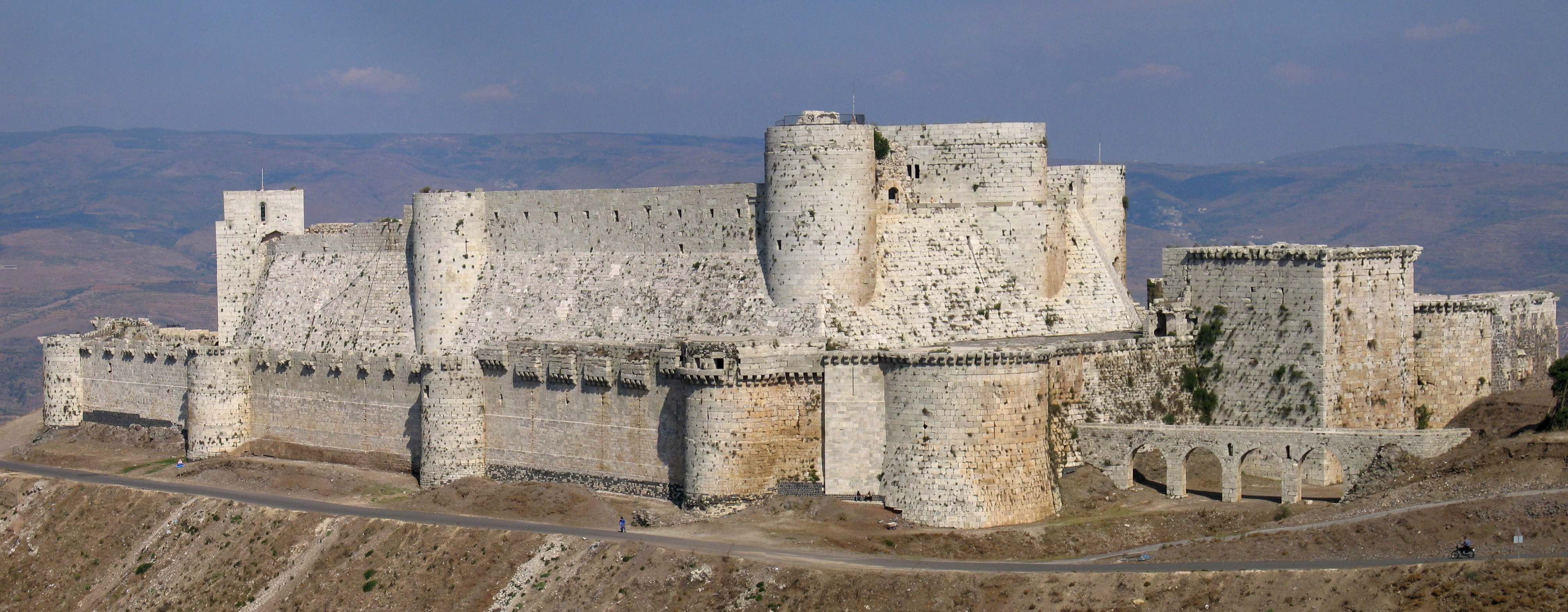
Krak des Chevaliers en Syrie.
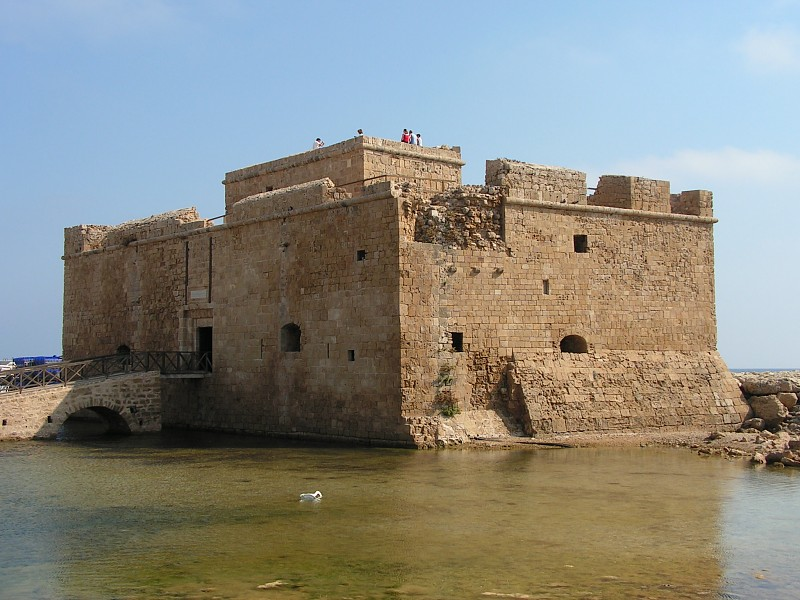
Fort de Paphos à Chypre.
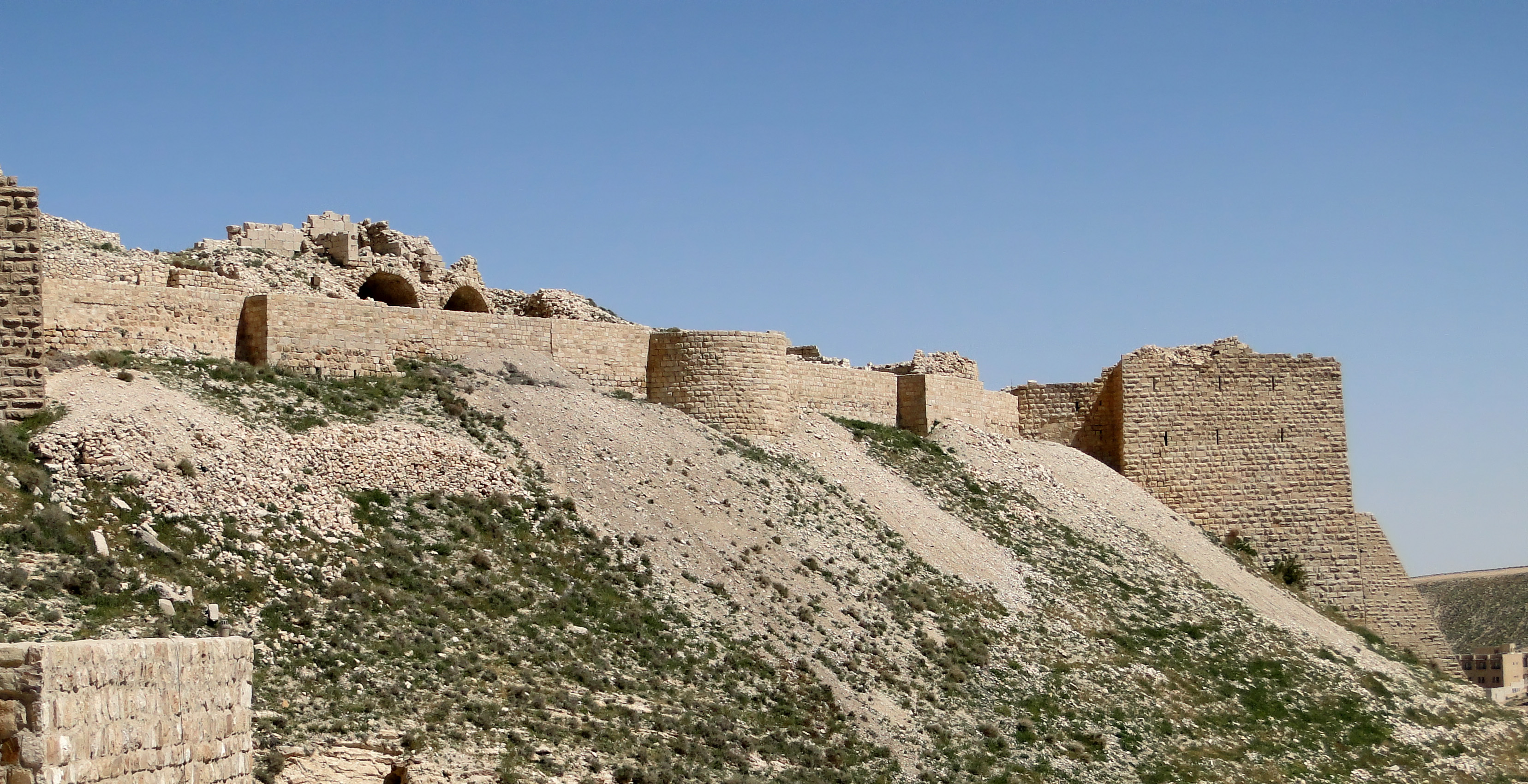
Krak de Montréal en Jordanie.
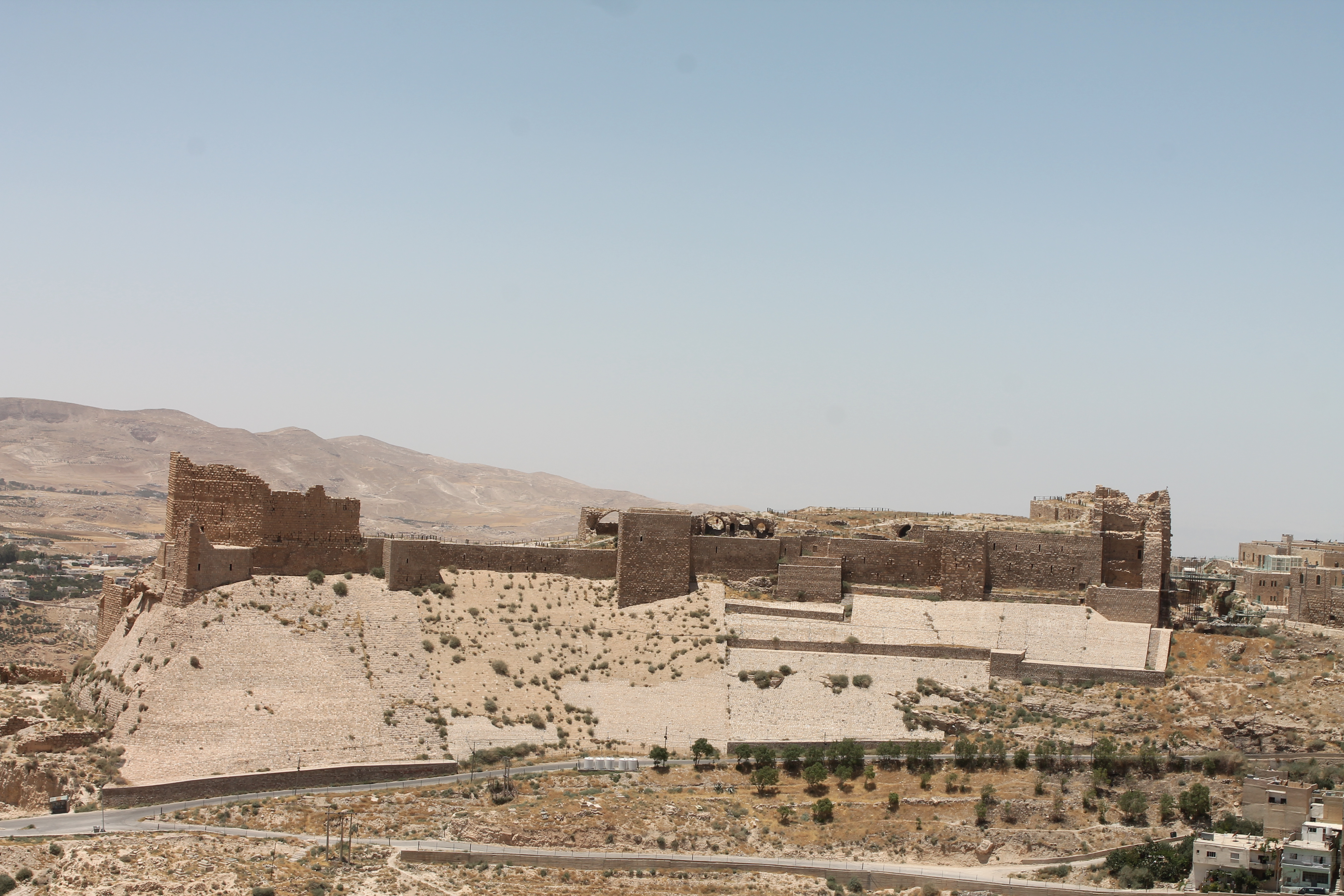
Krak des Moabites en Jordanie.

## Attaque d'un château fort
Plusieurs techniques sont utilisées pour attaquer un château fort. On peut croire qu'une des attaques les plus utilisées était l'échelade mais, bien trop lourde et peu maniable (l'échelle est composée de lourdes sections emboîtables les unes dans les autres), l'échelle est peu utilisée pour attaquer un château fort (sauf lors d'un coup de main par surprise). La présence de grilles en fer forgé au niveau des fenêtres des tours pour éviter l'échelade atteste cependant de sa mise en œuvre.
La méthode la plus utilisée est la sape qui consiste à provoquer une brèche dans une enceinte. Pour cela, des sapeurs protégés sous des galeries de bois creusent et enlèvent les pierres de la muraille pour provoquer son effondrement. S'agissant d'une action au contact de la muraille, la sape n'est toutefois pas possible si la muraille du château est entourée de douves mises en eau, ou bien s'il est situé sur un escarpement plus haut que les assaillants ou est en bord de mer.
Une autre manœuvre, appelée mine, consiste à creuser sous la base de la muraille mais n'est envisageable qu'en cas d'absence d'un soubassement rocheux (en plus des restrictions concernant la sape). Avant l'usage de la poudre noire, la mine était bourrée de matériaux inflammables (fagots, laine enduite d'huile…) dont la combustion provoquait l'éclatement des pierres et l'effondrement de la muraille située au-dessus.
Il est également possible de provoquer l'effondrement d'une partie des remparts à l'aide d'engins de siège (mangonneaux, trébuchets, catapultes…) projetant des quartiers de roche ou des boulets de pierre mais la mise en œuvre de ces engins exige (outre la présence de ceux-ci dans les bagages des assaillants) du personnel qualifié et une longue installation.
Quand les occupants du château fort ne sont pas sur leurs gardes, le coup de main rapide par une petite troupe (ce que nous appellerions aujourd'hui une action de commando) peut s'avérer efficace : prise de Monaco par les Grimaldi déguisés en moines (1297), ruses d'Arnaud de Cervole en Dordogne (1351-1353) et d'autres.
Enfin, une dernière méthode est le siège qui consiste à affamer et à assoiffer les assiégés en contrôlant tout le tour de l'enceinte (c'est une course de vitesse à celui qui, des deux, manquera le premier de vivres et d'eau). Mais il demande de nombreux hommes et un approvisionnement régulier en nourriture des assiégeants, ce qui peut coûter cher et laisse les assaillants à la merci d'une attaque par une troupe de secours.
Des projets d'archéologie expérimentale ont tenté d'étudier concrètement les manières d'attaquer et de défendre un château fort. Dans le cas des archers, ils ont par exemple montré la possibilité pour un assaillant de tirer à l'intérieur des archères défensives malgré leur étroitesse, ce qui change la conception que l'on pouvait avoir de la manière de défendre ces structures. Le caractère plus esthétique ou dissuasif que fonctionnel de certains aménagements a aussi pu être constaté, comme la difficulté d'emploi de certains étriers d'archères.

## Imaginaire du château fort aujourd'hui
Le château fort suscite aujourd'hui encore un fort imaginaire. L'historien Jacques Le Goff le souligne bien assez, avec l'imaginaire des enfants notamment, sous la forme de dessins ou de châteaux de sable. Cet édifice peuple aussi les dessins animés, l'univers des jouets, les films, l'art, la télévision et les séries fantastiques. Les visites des châteaux forts en France, ainsi que les spectacles sons et lumière, jusque dans des projets d'archéologie expérimentale monumentale tel le château de Guédelon, en Bourgogne, contribueront chacun à leur façon, à la diffusion de cet imaginaire.
Bien sûr, il n'en a pas toujours été ainsi : si le terme « château fort » n'apparaît qu'en 1835, à l'occasion de la résurgence romantique de l'imaginaire médiéval, il disparait pratiquement durant le XVIe, XVIIe et XVIIIe siècles. Il revient en force à travers notamment la littérature au XIXe siècle : Walter Scott, Victor Hugo, Gérard de Nerval, Verlaine, Rimbaud, Huysmans.
Le XXe siècle aura aussi ses perles, avec des fortifications castrales imaginées comme dans Le Seigneur des anneaux de J. R. R. Tolkien par exemple, avec des adaptations cinématographiques mondiales au XXIe siècle de cette même œuvre, ou au travers de séries télévisées comme Game of Thrones. Bien sûr, les historiens, historiens de l'architecture et de l'art, castellologue contribueront aussi à la diffusion de cet imaginaire, sous une forme scientifique ou vulgarisée, et susciteront ce goût du Moyen Âge dans le grand public.